# Easton Stick
Easton Michael Stick (Omaha, 15 settembre 1995) è un giocatore di football americano statunitense che milita nel ruolo di quarterback per i Los Angeles Chargers della National Football League (NFL).

## Carriera

### Los Angeles Chargers
Stick fu scelto dai Los Angeles Chargers nel corso del quinto giro (166º assoluto) del Draft NFL 2019. Nella sua prima annata scese in campo durante la pre-stagione ma non nella stagione regolare. All'inizio della stagione 2020, Stick sarebbe dovuto diventare il primo quarterback di riserva, sostituendo Tyrod Taylor. Invece i Chargers firmarono Chase Daniel e Stick scese al terzo posto nelle gerarchie della squadra.
Nel terzo turno della stagione 2020, Stick entrò brevemente sul rettangolo di gioco quando il quarterback titolare Justin Herbert apparentemente si infortunò. Prima Stick potesse ricevere il primo snap della carriera, tuttavia, i Chargers chiamarono un time out e rimisero Herbert back in campo.
Il 13 marzo 2023 Stick firmò un nuovo contratto di un anno con i Chargers per rimanere la riserva di Herbert.
Nella settimana 14 della stagione 2023, Stick subentrò a Herbert, infortunatosi a un dito nel secondo quarto. Nella sua prima presenza dal 2020, passò 179 yard nella sconfitta per 24–7 contro i Denver Broncos. Due giorni dopo i Chargers annunciarono che Stick sarebbe divenuto il titolare dopo che Herbert si sottopose a un'operazione chirurgica che pose fine alla sua stagione. Debuttò in quel ruolo nella gara successiva contro i Los Angeles Raiders, in cui la sua squadra subì un record negativo di franchigia di 63 punti nella sconfitta. Stick concluse quella partita con 257 yard passate, 3 touchdown e un intercetto subito.